# TENSHOW
TENSHOW(テンショウ、1961年4月22日 - )は、パントマイミスト。福岡県福岡市在住。山口県下関市出身。

## 略歴
- 1980年11月 パントマイムを山口県下関市で鑑賞。その表現方法に感動する。
  - 12月 パントマイムを学ぶために上京。
- 1981年 1月 パントマイム劇団「汎マイム工房」に入所。
  - 入所3ヶ月で横浜ドリームランドでのイベント初出演。
- 1983年12月 同劇団を退団。在籍中2年間でイタリア・フランス公演に出演。
- 1984年 イベント出演を中心にソロ活動を開始、仮面を使ったオリジナルスタイルのパフォーマンスを始める。
- 1989年 コンテンポラリーダンスとパントマイムを融合したパフォーマンスユニット
  - 「CHOCOLATE FACTORY」を主宰。
- 1994年 鞄を固定するパントマイム表現を始める。
- 1995年 年間パフォーマーとしてナムコワンダーエッグに出演。
  - 手足いっぱいのアシュラパフォーマンスを 始める。
- 1996年 パフォーマンスユニット「SIRIUSU」を主宰。
  - 大道芸ワールドカップin静岡に初出場し、ビジュアルインパクト賞を受賞。
- 1997年 単独ソロライヴを実施
- 1999年 大道芸ワールドカップin静岡に「SIRIUSU」でジャパンカップチャンピオンを獲得。
- 2000年 大道芸ワールドカップin静岡のワールドカップ部門に日本代表として選ばれる。
- 2001年 福岡市百道浜で行われた年間イベント「中世博多展」のメインパフォーマーとなる。
  - 同年150日間のパフォーマンスに参加。
- 2002年 東京から福岡へ拠点を移す。
  - 北九州芸術劇場マイムフェスティバルに出演(7年連続)
- 2004年 芸王(ゲイワン)グランプリ第1回全国チャンピオンに輝く。
- 2008年 大道芸ワールドカップin静岡ワールドカップ部門に日本代表としてエントリーされる。
  - 同年12月タイのバンコクで開かれたinternational STREET SHOWに出演(2年連続)
- 2010年 大道芸ワールドカップin静岡連続出演15年